# Mrgasar
Mrgasar (armeniska: Մրգասար) är ett berg i Armenien. Det ligger i provinsen Gegharkunik, i den centrala delen av landet, 60 kilometer öster om huvudstaden Jerevan. Toppen på Mrgasar är 2 283 meter över havet.
Terrängen runt Mrgasar är huvudsakligen kuperad, men norrut är den platt. Närmaste större samhälle är Geghhovit, 18,4 kilometer nordost om Mrgasar. 
Trakten runt Mrgasar består i huvudsak av gräsmarker. Runt Mrgasar är det ganska glesbefolkat, med 36 invånare per kvadratkilometer.